# 病理診断
病理診断（びょうりしんだん、pathology diagnosis、diagnostic pathology）とは、人体から採取された材料について顕微鏡で観察し、病理学の知識や手法を用いて病変の有無や病変の種類について診断すること。略して「病理」。画像診断や内視鏡検査で異常所見があった場合に病変部を採取して診断したり、病変の広がりや病気の程度を評価するために行われることもある。また治療選択や治療効果判定を目的としている場合もある。
- 材料の種類や目的によって細胞診断、組織診断、生検（生体組織診断）、手術材料病理診断(肉眼診断を含む)、術中迅速病理診断、術中迅速細胞診断、特殊病理診断などに分かれる。術中迅速病理診断は通信回線を介して遠隔病理診断として行われることがある。
- 病勢の解析・評価や腫瘍(しこりやこぶ)等の病理診断を目的として検査材料を採取することを生検という。生検法には針生検、臓器穿刺、組織試験切採などがある。
- 平成25年6月日本病理学会は「すべての病理診断を医療機関内で行うことを目指す」とし、病理診断体制の環境整備のために、病理医が行う病理診断の基本的な姿勢や短期・中期・長期目標を記した「国民のためのよりよい病理診断に向けた行動指針」2013[1]を公表した。さらに2016年9月日本病理学会は理事長名で「すべての「病理診断」を「医療機関」で行うために保険医療機関間の連携による病理診断の活用を」のメッセージを発し、衛生検査所や大学講座における「病理検査報告」は、連携病理診断による「病理診断」に移行させる必要があるとした。
- 佐々木毅によれば、「日本病理学会では、保険医療機関内で診断された病理報告書は「病理診断報告書」、衛生検査所等での病理報告は「病理検査報告書」と差別化している。「病理検査報告書」はあくまで「検査報告・助言」という認識である。」[2]という。

## 概要
病理診断は医師・歯科医師が行う医行為であり、医療機関内で行われる。病理診断は専門性が高いので、医師の中でも病理診断の修練を積み認定された病理専門医（細胞診断は細胞診専門医）が行うことが多い。
病理医の業務としては病理診断の他に、病理解剖診断･剖検診断 (autopsy pathology) 、病理学的研究 (pathology investigation) 、臨床検査 (clinical pathology) 、異状死等の解剖などがある。病理医は病気の早期発見・診断、摘出標本の検索や治療方針決定、治療効果・再発判定、不幸な転帰となった場合の病態・死因究明など病気全体に関わりをもっている。
針やブラシなどで採取された細胞、メスなどで切除した組織片、手術で切除された臓器等を病理材料と呼ぶ。病理材料の全体または部分について病理標本を作製し、病理標本プレパラートを顕微鏡で数倍から数100倍に拡大して観察する。外科病理診断(surgical pathology)は外科的に切除された臓器や組織の病理診断、生検法で得られた材料の病理診断や術中迅速診断を指すことが多い。
病理組織診断を行う病変部を病理医等が観察し記載することは肉眼診断とも呼ばれる。病変部が切り出されなければ診断することはできないので肉眼診断の適否が病理組織診断の適否に影響する。なお診療報酬では肉眼診断の評価はない。
病変の種類や診断目的によっては電子顕微鏡観察、免疫組織染色、遺伝子解析などの特殊な病理学的検索が必要になることがある。診断を強調するとき特殊病理診断と呼ぶ。
特殊な技法を用いて病気を診断する特殊病理診断は技法名称を付して電子顕微鏡学的病理診断（電顕病理診断）、免疫組織学的病理診断、遺伝子病理診断・分子病理診断のように呼ばれる。特殊な技法の多くは検査試薬が高価で人的工数が大きいのであるが診断と治療のためには不可欠な場合がある。
セルブロック法は胸水や腹水等の液状検体についてパラフィンブロックを作成する方法である。液状検体について病理診断がなされる。免疫染色も可能であり、コンパニオン診断等に役に立つことが期待されている。
病理診断医が得意とするのは
1) リンパ節転移に対する放射線療法の適応および照射範囲、化学療法の適応決定
2) 悪性腫瘍の（内視鏡等による）早期発見と治療効果の判定
3) 分子標的療法の適応決定
4) 乳房温存手術など縮小手術の適応および切除範囲決定
5) 症候的に悪性を疑わせる良性疾患への保存的治療の決定
である。
したがって、病理診断医が力を発揮できる社会の条件として
1) 高度先進医療が存在する一方で医療費の抑制が必要。
2) 権利意識の向上、労働可能人口の減少、高齢者の増加によって不必要な侵襲的手技が許されない。
という2点が挙げられる。つまり、病理診断医が力を発揮できるのは医療先進国においてであるが、後進国ではCTの代わりを剖検が担っていると言える。

## 医行為としての病理診断
病理医は患者に面談する機会は少ないが、患者の身体部分である病理材料を詳しく観察して病理診断を下し、その診断結果によって治療法等が大きく左右される。従って、病理診断は医師しか行うことのできない絶対的医行為である。一般によく誤解されているが、病理診断は医行為であるため、厳密には「検査」とは異なる。患者から採取した組織検体を薄切してプレパラートにのせて標本を作製するまでは主に臨床検査技師が行う「病理検査」行為であるが、その標本を元に高度な医学知識を駆使して病変の種類や悪性度・良悪を診断するのは「病理診断」という医行為である。また、細胞検査において細胞検査士が悪性細胞をスクリーニングするのは「病理検査」行為だが、スクリーニング結果を基に病理診断（細胞診断）を下すのは医師にしかできない医行為である。登録衛生検査所で「病理検査」を受託しているところもあるが、これは検査所に所属している、あるいは検査所から委託された病理医があくまで助言・意見を報告しているに過ぎず、最終的な責任は検査を依頼した主従医（臨床医）にあるため、「病理検査」と呼ばれている。

### 病理診断が医行為であるとされた疑義照会回答
病理診断が医行為であると明確になったのは平成元年(1989年)である。
当時の日本病理学会総務幹事町並陸生からの疑義照会「患者（生存者）の病理診断に関し、標本の病理学的所見を客観的に記述すること（たとえば異型細胞が多い、好中球浸潤が多い等）は医行為ではないが、それに基づき病理学的診断（がんである等）を行うことは、結果として人体に危害を及ぼすおそれのある行為であり医行為であると考えるがどうか。」について、「貴見の通りである」（厚生省健康政策局医事課長）との回答がある（医事第90号平成元年12月28日）。
- なお、昭和23年の疑義照会回答(昭和23.8.12 医312)で「被検査物について..(略)..検査をなしその結果を判定するのみならば医行為に属しないから..(略)..医師以外の者がこれを業としても差し支えないが..(略)..検査の結果に基づいてその病名を判断する如きは、医行為に属するから、これを業とするためには医師でなければならず、且つ診療所の手続きを取らなければならない」とあるが、当時は病理学的検査は含まれておらず検体検査として認識されていなかったようである。

### 病理診断における過誤と事故
病理診断においても医療事故(accident，予期しない結果)が発生しうるそのうちの一部は病理診断過誤(malpractice)が原因となっている。切り出しが不充分であった、病理標本取り違えや他からの混入に気がつかなかった、異常を見落とした、病変を誤って解釈したなどが過誤に分類されている。病変の解釈は診断経験や知識によって左右される一種の見立てであるが、臨床情報の多寡・正確さ、診断者の多忙や疲れ・集中力不足などによっても影響を受けることがある。
- 病理診断においても技能向上の仕組みが必要であることは他の診療科とまったく同じであるが、一人病理医の医療施設が多い。病理診断と画像診断・臨床診断の不一致、細胞診断と病理診断の不一致などの場合には再検査・再診断によってより正確な病理診断を得ることができるので病理医と臨床医によるチーム医療体制が重要となる。
- 病理医はきわめて不足している。病理医不足により病理診断で多忙になるとき、病変解釈等において過誤が発生しやすくなることは否めない。または過緊張を強いられることになる。検査過誤が生じた場合に修正メカニズムが働き、医療事故を防ぐことのできる仕組みが欠かせない。医療機関以外での病理診断について行政上の配慮が必要である。
- 病理診断は医行為であるので、反復して行う場合は、その場所について医療機関の届けが必要である。医療機関外で医行為である病理診断を医業として行うことはできない[7]。登録衛生検査所で実施されている病理検査は「臨床検査技師等に関する法律」に記された病理学的検査であり、検査報告書に基づいて、臨床医が当該病変について判断することになる。また教室プローベは、場所が医療機関でないことが多いので、病理診断科を標榜する医療機関または保険医療機関等に移行する必要がある。医行為である病理診断について過誤や事故があった場合は、医療機関としての対応ができない可能性がある。

### 病理診断科
病理診断が医行為であること、病理診断の医療機能への寄与、がん治療の均てん化などを背景にして、2008年4月1日の医療法改正で病理診断科が標榜診療科となった。同時に診療報酬点数表で第3部検査にあった病理学的検査が第13部に移り名称も病理診断に変更された。病理診断科には病理診断を専門とする医師が勤務しており、病理診断、術中迅速診断や剖検診断等を担当している。病理診断が医療機能評価において重要視されていることもあり、病理診断科を標榜する医療機関が増えてきている。
- 医療施設規模によっては非常勤病理医のこともあるが病理診断科標榜は医療機能の広告であり、患者にとっては分かりやすい医療施設の格付けである。
- 病理学会の調査(2012年7月現在)によれば、「病理診断科」を標榜している病院は、国立大学附属病院・関連施設では約19%、公立大学附属病院・関連施設では約22%、私立大学附属病院・関連施設では約27%であった。病理診断科標榜が進まないと判断した病理学会は「診療機関における「病理診断科」の名称使用のお願い」を発表するに至った(2013年3月)。しかし病理診断科を標榜しようにも病理医が不足しているために病理医を招聘できないこと、病理材料を検体検査として外部に委託できる制度があり病理診断科がなくとも病理診断機能を維持できること、さらには医療機関規模によっては病理判断料と病理検査外注によるインセンティブに比して病理診断科病理医による病理診断料が小さいときがあることなどが病理診断科標榜が進まない理由と考えられる。がん診療では病理診断が欠かせないことを国民に啓蒙し、病理診断科への期待を高める努力も病理医や医療機関に求められている。

### 医療費の領収書における病理診断の欄
2008年4月からは医療費の領収証に病理診断の欄が新設された。従来は病理診断の報酬は病理学的検査として第3部検査の欄に合算されていたが、第13部病理診断として分離独立したのでそれに合わせて病理診断の欄が新設された。この欄の数値は、標本作製料、診断料、判断料等、さらには月内の回数などの複雑な要素で計算されたものである。病理診断の欄には生検や細胞診の報酬も入る。

### 保険医療機関間の連携による病理診断 （連携病理診断）
保険医療機関間連携による病理診断とは病理医不在の保険医療機関(医療機関A)で作製された病理標本(スライドガラス)を病理医のいる保険医療機関(医療機関B)に送付して病理専門医等が病理診断を行い、病理診断報告書を医療機関Aに返すことである。連携病理診断ともいう。平成22年診療報酬改定では、保険医療機関間連携による病理診断料について診療報酬評価の道が開いた。
- しかしながら、連携病理診断は拡大せず、病理診断体制の強化には至らなかった。病理専門医を認定している日本病理学会からは「国民のためのよりよい病理診断に向けた行動指針2013」が発表された(2013年3月)。この中で、平成26年度診療報酬改定において、病理医不足の現状を踏まえ、目指すべき診療報酬体系の整備として「保険医療機関間の連携による病理診断（連携病理診断）の見直し」を求めてきた。

連携病理診断は、従来から行われてきた遠隔術中迅速病理診断(テレパソロジー)の方法論を拡張して開発されたため、当初は標本の送付側医療機関の施設要件として常勤の検査技師１名以上とされ、標本の受け取り側の医療機関は特定機能病院、臨床研修指定病院、へき地医療拠点病院、へき地中核病院、へき地医療支援病院、へき地医療支援病院に限定されてきた。
- 国会においては、2012年11月16日に秋野公造参議院議員により参議院に提出された｢質の高い連携病理診断の推進による国民が受ける医療の質の向上に関する質問主意書｣[9]に対して、政府は同11月22日に答弁書を発出し[10]、その結果、平成28年診療報酬改定において、医療機関が病理診断を行うことを評価する『病理診断料』が創設されるとともに、標本の受け取り側の医療機関の要件に、複数の常勤医師（うち一人は7年以上の経験）の鏡検を行っている病理診断科を標榜する医療機関を追加することとなり、病理診断科の開業に道が開けることとなった。
- また、2011年10月27日の参議院厚生労働委員会においては、秋野公造参議院議員により、患者または家族等も含めた、病理学的検査で作製した病理標本と病理関連資料等を持参して病理診断科を受診する際に、臨床医による「病理処方箋」[11]のような方式も提案されたことで、平成28年診療報酬改定では、連携病理診断にあたり「診療情報提供が義務化（様式指定：別紙様式44）」された[12]。

今後、主治医が衛生検査所に病理検査を依頼する病理判断料を無くして病理診断料に集約していく必要がある。またホスピタルフィーである検体検査とドクターズフィーである病理診断の異同を明確にする必要もある。現状では医療機関Aは病理学的検査として登録衛生検査所外注したり教室プローべとして医学部病理講座に委託されているので、病理学会、医政局(とくに指導課)、保険局、地域厚生局、文部省等間での調整が大きな課題となる。
厚労省の目論見である「すべての病理診断を医療機関で行う」ためには医療機関に評価されている病理判断料をどうするのか、病理標本作製は病理診断に入るのか病理学的検査なのかなどについて厚労省の采配に期待が寄せられている。

## 病理検査室のない医療機関で行われる病理学的検査
病理検査室のない医療機関では病理を外注するが、このとき病理医が検査センター等において病理学的検査報告書を記載したとしても、それは「診断」ではない。病理診断は医行為であり、医行為を業として行う場合は、医療機関でなければならないからである。登録衛生検査所(検査センター)は、多くの場合株式会社による営利事業が主であり、非営利性を担保できないので、医療機関開設許可が下りず、病理診断を行う医療機関（病理診断施設）は開設できないと考えられる。
したがって病理外注の場合は、検査結果に基づいて臨床医が病変について判断することになる。診療報酬上でも病理診断料N006ではなく臨床医による病理判断料N007が評価されている。なお病理学会の資料によれば、衛生検査所等での組織検査報告は年間376万回と推定されている。
日本病理学会では、保険医療機関内で診断された病理報告書は「病理診断報告書」、衛生検査所等での病理報告は「病理検査報告書」と差別化している。「病理検査報告書」はあくまで「検査報告・助言」という認識である。
とはいっても、多くの患者にとっては、掛かっている医療機関が病理診断科を標榜しているかどうか確認することは現実的ではなく、また医療圏によっては病理医が絶対的に不足しているため、病理医を招聘して病理診断科を標榜できない医療施設も多いのが現状である。病理診断報告書と病理学的検査報告書を差別化するだけではなく、すべての病理報告書について病理診断報告書にする方策が求められる。
- 登録衛生検査所の一部では、医師でも臨床検査技師でもないものが顕微鏡を覗いて、病理標本の所見を書き、「病理医が確認」して病理学的検査報告書を作成している実態が知られている。検体検査なので検査はだれが行ってもよいという医療法解釈に従っており　ただちに違法とは言えない。しかし病理学的検査報告書に「病理診断」を記載し、病理専門医の記名もあるので、病理学的検査を外注している医療機関に、検査センターで医行為としての「病理診断」が行われているとの勘違いが生じている可能性があり、臨床医から検査結果を聞く患者は真の「病理診断」と理解することになる。まさに「国民に病理診断を確実に提供するものとはなっていない」といえる。2016年9月日本病理学会は理事長名で「すべての「病理診断」を「医療機関」で行うために保険医療機関間の連携による病理診断の活用を」のメッセージを発し、衛生検査所や大学講座における「病理検査報告」は、連携病理診断による「病理診断」に移行させる必要があるとした。

病理医不足が危機的状況にあるといわれて久しいが、病理学的検査の標本ではあっても、医療機関において病理医が病理診断を行い、症例を蓄積してたゆまない病理診断の質の向上を行い、若手病理医が症例を学ぶ環境を作ることが、病理医不足解決には必要である。病理医自身が医療機関に出向き、医行為である病理診断の継続的な実践に向かう必要がある。病理医が医療機関に向かうよう、行政・中医協の理解や診療報酬による誘導も欠かせない(病理診断診療報酬において医行為を擬似市場から外す)。
たとえば連携病理診断(テレパソロジーや保険医療機関間の連携による病理診断)は、保険医療機関間の連携で行われるので、医療機関に所属する若手病理医にとっては症例を学ぶ機会が広がり、しかも病理診断料の診療報酬算定が可能である。

## 病理診断と病理専門医
臨床医が病変部についての臨床診断を下すとき病理診断が根拠となることが多い。腫瘍の良性悪性の鑑別診断やがん治療には病理診断が欠かせない。病理学の修練を積み、病理専門医の認定を受けた病理専門医が病理診断を行うことがほとんどである。現行法制では医師であれば誰が診断しても良く、外科医・婦人科医・皮膚科医などが病理診断に従事している例も散見されていたが、病理診断科の標榜診療科入りや医療施設機能評価制度の浸透に伴い、現在では病理専門医による病理診断がほとんどとなっている。
- 真鍋俊明(京都大学医学部付属病院病理診断部教授)によれば「捕り方である臨床医と裁定を下す病理診断従事者が同一人物であることは判断に間違いを起こさせやすい。ついつい自らのつけた臨床診断に固執してその成否を問うだけの病理診断を下しかねないし、組織情報を得る訓練を積んでおかないと得られる情報は少ない。これが病理専門医が求められる理由である」という[16]。

## 病理診断の信頼性と信頼性向上の方法
病理診断は患者から採取された細胞、組織、臓器を病理医等が観察して行う医行為である。血液や尿などの一般検体とは異なり病理検体は病変部そのものを含むことが普通である。日常の病理診断において信頼性(reliability)を高めるためにさまざまな方法が開発され、実施されている。
- 病理診断は医師が行う医行為であり、診断自体の信頼性向上と診断を担当する医師の資質向上が欠かせない。個々の医療施設ないしは病理医における病理診断の客観性を示すことは困難である。したがって、「病理診断の精度管理」は主として診断資質向上を目指した調査・診断支援となる。（日本病理学会　精度管理委員会より）
- 検体検査としての精度管理、診断を行う病理医の技能向上、さらには医療施設部門としての病理診断科の機能向上などが病理診断信頼性向上の方法となっている[17]。
- 登録衛生検査所は病理学的検査を受託しており、検体検査としての精度管理には優れている。しかし医療機関ではないので検討のための臨床病理情報情報が入手しにくい。病理診断科のない医療施設における病理診断体制や診療報酬の整備が重要なテーマとなっている。

### 検体検査としての精度管理
病理診断は臨床検査のひとつである。病理検体の提出・受領、病理標本作製、報告サイクルなどの工程について精度管理がなされる。精度管理はTQM(total quality management)やTQC(total quality control)とも呼ばれ工業生産品としての管理手法が病理診断、特に標本作製部分に応用されている。たとえばISO15189は臨床検査室の品質や能力を規定し評価するものである。

### 病理診断の正確性や再現性
病変部について病理診断が正確である(見立てが正しい,accurate)ことが患者にとってもっとも重要である。病理診断は専門性の高い医行為であるため、通常は病理専門医や細胞診専門医が行う。血液を分析し特定の成分を測定する検体検査とは異なり、病理診断はある程度は主観的にならざるを得ない。同一検体または同一病変について再現性(reproducibility)がなければ、その病理診断が正確であるとは言いにくい。
- 病理診断にはダブルチェック体制が欠かせない。病理診断のダブルチェックによる精度管理を実施している機関では、約1%の頻度で所見の追加や診断の見直しがあったという[19]。しかし、ダブルチェック体制のある医療機関は全国で239施設(平成26年、病理診断管理加算2 届出施設数)にとどまっている。病理医不足解消や中央診断体制構築等が急務と考えられている。
- 複数症例を集めそれぞれの臨床情報と見比べながら病変特徴を求めることや同一病変を複数病理が観察して病理診断の一致具合(precision)を検討することなども行われる。病理医が診断技能を向上するための有力な手法である。
- 主な臓器のがんについては、がん取扱い規約(genaral rule)が冊子として用意されており、標準化された病理診断用語を用いて病理診断書が記載されることが多い。しかし冊子のバージョンによって記載内容が異なる場合もあり、国際規格となっているWHOの基準を好む病理医もいる。標準化によって臨床医と病理医が病理診断について正確に情報交換することを意図しているが、規約作成団体の研究的要素が含まれていることもある。そのため、日本病理学会が中心となり、我が国の各種がん取扱い規約の統一化作業が行われている
- 臨床研究では薬剤について有効性を正確に評価をするために病理診断等を特定の施設(または病理医等)に集めることが行われており、これを中央病理診断(central pathology diagnosis)という。
- 作製された病理スライドについて全体を顕微鏡撮影し、得られた病理組織画像デジタルスキャナデータを自動解析しがん領域を抽出するシステムが開発されている。日本ではNECが病理画像診断支援システムとして販売している。病理画像解析サブシステム(胃生検)の説明では、熟練した病理医でも見落としがちながん部位を高速・高精度に抽出します、とされている。見落としを少なくする補助装置として期待が寄せられている。病理診断装置となるためには、病変部識別能力について感度や特異度を高める研究が今後進められる必要がある。

電子顕微鏡を用いたり、最近は免疫組織染色や遺伝子解析を組み合わせた特殊病理診断も実施されており、診断精度向上とともに、病理診断はより効果のある治療法選択などに直接的に関わる機会が増えている。

### 議論の余地のある(controversial)症例のとき
病変によっては複数病理医が協議して診断(consensus diagnosis)したり、当該病変についての研究者に照会する(expert diagnosis, 外部コンサルティングともいう)ことが行われる。担当する病理医にとって病理診断が難解な症例である。診断を担当する病理医にとって初めて見る病変、非常に珍しい症例、顕微鏡像が定型的ではない場合などである。
- 診断細胞診や生検では臨床の所見と病理診断とに乖離がある場合等は、臨床医の協力を得て病変部について繰り返しの検査(再検という)が行われたり、一定の経過観察後に再検するなども行われる。
- 厚生労働省健康局は「希少がん医療・支援のあり方に関する検討会」を2015年3月から開催している。第3回の検討会では、希少がんの迅速かつ正しい病理診断を提供するために病理医間ネットワークが重要であることが指摘された。

### 医療チームとしての病理診断科の役割
病理診断は患者にとっては確定診断であり、最終診断である。病変部検査のうえ採取又は切除した臨床医と病理医が充分な連携をとり、病理診断について両者のコンセンサスが取れていることが不可欠である。多くの施設では臨床医と病理医、ときに関連医療従事者も参加してカンファランス(臨床病理検討会、手術症例検討会)が行われている。
- 病理医の絶対数が不足し病理医が病理診断に追われているため、臨床病理カンファランスを充実させるための時間がとりにくいことが問題となっている。

病理医も地方と都市の分布差が著しいが、病理医不在地域や病理医不在施設について提携した病理診断科や契約病理医が遠隔地から術中迅速病理診断(遠隔病理診断)を実施することも行われている。一種の地域医療連携である。なおテレパソロジー機器を用いて、病理医が自宅みなし診療所や病理診断科診療所から病理診断を行うことなども研究されているが、テレパソロジーのみでの対応では不十分とされる。

### ファーストオピニオンとセカンドオピニオン
病理診断におけるファースト・オピニオンは病理診断を行った病理医に病理診断について患者が説明を受けることを指している。また病理診断科が他施設からのセカンドオピニオンの求めに対応する場合があり、患者が持参してきた病理標本を病理医が観察し専門家としての意見等を述べる。病理医が患者に直接面談することはほとんど無かったが、病理診断科が標榜診療科(2008年4月から)になり患者が病理医と面談できるようになったこと自体が病理診断の信頼性を高めるように働いている。
- 病理診断は病理専門医・細胞診専門医等医師が行う医行為である。病理診断も医師の見立てである。生検や細胞診等の病理診断が術前確定診断となるため、臓器摘出前に意見を聞くことが重要である。病理診断を担当した病理医に意見を聞く場合がファーストオピニオン、別の医療機関で意見を聞く場合がセカンドオピニオンである。病理診断が違うために治療法が異なる場合や病理診断が違っても治療方法や予後に影響がない場合などがある。患者は病理診断が行われた医療機関の機能の違いを知ることができる。

### 診断基準の変遷
病理組織診断では、症例の解析や調査研究が進むにつれ、診断基準が見直されることがある。生検法などでは組織診断分類方法が刷新されていく。
たとえば胃癌取扱い規約では、第14版（2010年3月発行）になり胃生検組織診断分類（Group分類）が大幅に変更された。Group分類の数値は第13版ではアラビヤ数字であったが、第14版ではローマ数字になった。
数字の意味について、たとえば、次のように変更がなされている。変更がなかったのはGroupV「癌」とGroup5「癌」である。
- 第14版Group1は「正常組織および非腫瘍性病変」。

第13版Group Iは「正常組織、および異型を示さない良性（非腫瘍性）病変」であった。
- 第14版Group2は「腫瘍性（腺腫または癌）か非腫瘍性か判断の困難な病変」。

第13版Group IIは「異型を示すが、良性（非腫瘍性）と判定される病変」であった。
- 第14版Group3は「腺腫」。

第13版Group IIIは「良性（非腫瘍性）と悪性の境界領域の病変」であった。
- 第14版Group4は「腫瘍と判定される病変のうち、癌が疑われる病変」。

第13版Group IVは「癌が強く疑われる病変」であった。
胃生検材料について作製された病理標本を病理医が診断するとき、たとえば、第13版でGroupIIIやIVとしていた病変部病理組織像は、第14版ではGroup2に分類されることがある。したがってGroup分類の数字だけでは意味が異なることがあるので、臨床医や説明を受ける患者は分類基準を知ったうえで理解する必要がある。